# Retro X
Retro X, de son vrai nom Bryan Masunda et anciennement appelé Retro X. Gianni Digi, né en 1993 et originaire de Melun dans la Seine-et-Marne, est un rappeur et auteur-interprète français d'origine congolaise.
Il est le fondateur du label DGBE ainsi que du groupe Spiud avec Terrence31,.
Il qualifie sa musique d'emodrill.

## Biographie

### Débuts dans le rap
Retro X commence à rapper grâce à son oncle Paul Gatse qui travaillait en tant que producteur avec le groupe Secteur Ä. Il a eu l'occasion de côtoyer de nombreux artistes dans sa jeunesse, comme Stomy Bugsy et les membres du Secteur Ä qui lui ont donné l'envie de se lancer dans le rap.
Le 24 mars 2013 il sort son tout premier morceau, Cactus Jazz, sur Youtube, sur une production de Gramatik.

### Carrière musicale
Son premier EP intitulé Flamant Rose sort le 2 février 2015.
Il présente une évolution significative de son style avec la parution deux ans plus tard, le 1er juin 2017, d'un deuxième projet intitulé Digi. Cette mixtape contient 19 titres. On y retrouve des collaborations avec les artistes Terrence31 et The Lizzies.
Le morceau Etho a d'ailleurs été relayé par Frank Ocean dans sa playlist Blonded Radio publiée sur Spotify.
En parallèle paraît également le 18 décembre 2017 l'album Unspiud, avec son groupe de musique Spiud.
Le 4 mai 2018 sort Dig3 Heroes, le troisième projet de Retro X, sur lequel apparaissent les rappeurs Jorrdee et Lala &ce.
24 est le quatrième projet de Retro X, sorti le 28 juin 2019. Ce projet contient 19 titres.
Sortie le 17 juillet, Le Ciel est une compilation de morceaux enregistrés au studio LaMaisonBlanch. Il s'agit du premier album de l'artiste sorti en licence exclusive chez Because Music,.
SKL paraît de manière indépendante le 23 novembre 2021 et contient 19 titres.
Retro X sort ensuite, sans aucune forme de promotion, l'EP FreeYLT sur Soundcloud le 19 juillet 2022. Le projet est censé être un avant-goût de son album Yellow Tape et contient six titres.

## Style musical
Retro X s’inspire des sonorités du rap américain et notamment de la drill et du devil shyt, ainsi que d'artistes tels que Jimi Hendrix, Jay-Z, Steve Lacy, Peter Tosh, Daniel Darc ou encore des groupes de rap français Lunatic et Ärsenik.

## Accusations d'agression sexuelle
Le premier octobre 2020, le média en ligne StreetPress publie une enquête qui, s'appuyant sur les témoignages de 8 femmes, accuse le rappeur de nombreuses agressions sexuelles, notamment entre 2016 et 2018 dans son appartement toulousain,.

## Discographie

### Singles
- 2018 : Demons
- 2018 : Malboro
- 2018 : Manu le coq
- 2018 : JFCO
- 2019 : Danceforme
- 2019 : A18
- 2019 : BBG
- 2019 : Demon Grimm
- 2019 : Montecarlo
- 2020 : Overstone
- 2020 : Truck
- 2020 : Rêverie
- 2020 : 5ième Symphonie
- 2020 : Victor
- 2021 : Skoum
- 2021 : Misfit
- 2021 : Skoum 2
- 2021 :  XDIG8
- 2021 : Ghost Hotel
- 2021 : Need For Speed

### Collaborations
- 2017 : Timothée Joly (GaT.Taca) - Tu T'Rappelles ? (ft. Jorrdee & Retro X)
- 2017 : Les Alchimistes - Le Temps Zéro ( Feat. Jorrdee x Retro X )
- 2017 : Yung Nodjok - RIP feat. Retro X
- 2017 : Kuba102 ft. Retro X - Keanu Reeves (Prod. by Sboy & Bobbysan)
- 2018 : roseboy666 & Retro X - Meurtre
- 2018 : Raaash - Digilemon, Pt. 1 (feat. Retro X & Bitsu)
- 2018 : Azur - Fume cette clope ft. Retro X (Prod. Izen)
- 2018 : Izen - Booty Shake (feat. Retro X)
- 2018 : MVZoo - Papier Sur Toi (feat. Gouap, Jorrdee, Retro X, LalaAce) (Prod.Rolla)
- 2019 : HP - Caporal (feat. Retro X) (prod. Axel Logan)
- 2019 : Gago Boy$ - Akin Na Ung Gf Mo (feat. Retro X)
- 2019 : Jorrdee -  Speed (feat. Retro X)
- 2020 : Arthrn & Retro x - Arthoun
- 2021 : Dirtyiceboyz & Retro X - Jugg Muzik 3.0
- 2021 : Yung Nodjok - PDG (feat. Retro X)
- 2021 : Beau - Hollywood ft. Retro X (Prod. Naïm)